# Claude Clément (jésuite)
Pour les articles homonymes, voir Claude Clément et Clément.
Claude Clément (ou Claudio Clemente), né 23 juin 1596 à Ornans (Comté de Bourgogne) et décédé le 23 novembre 1642 à Madrid (Espagne) était un prêtre jésuite francs-comtois. Enseignant au collège impérial de Madrid il est l'auteur de nombreux essais à caractère politique.

## Biographie
Après des études à Besançon puis à Lyon Claude Clément entre au noviciat des Jésuites d'Avignon le 11 octobre 1612. À partir de 1630 il est professeur de lettres grecques et latines au collège impérial de Madrid, ville où il meurt le 23 novembre 1642. 

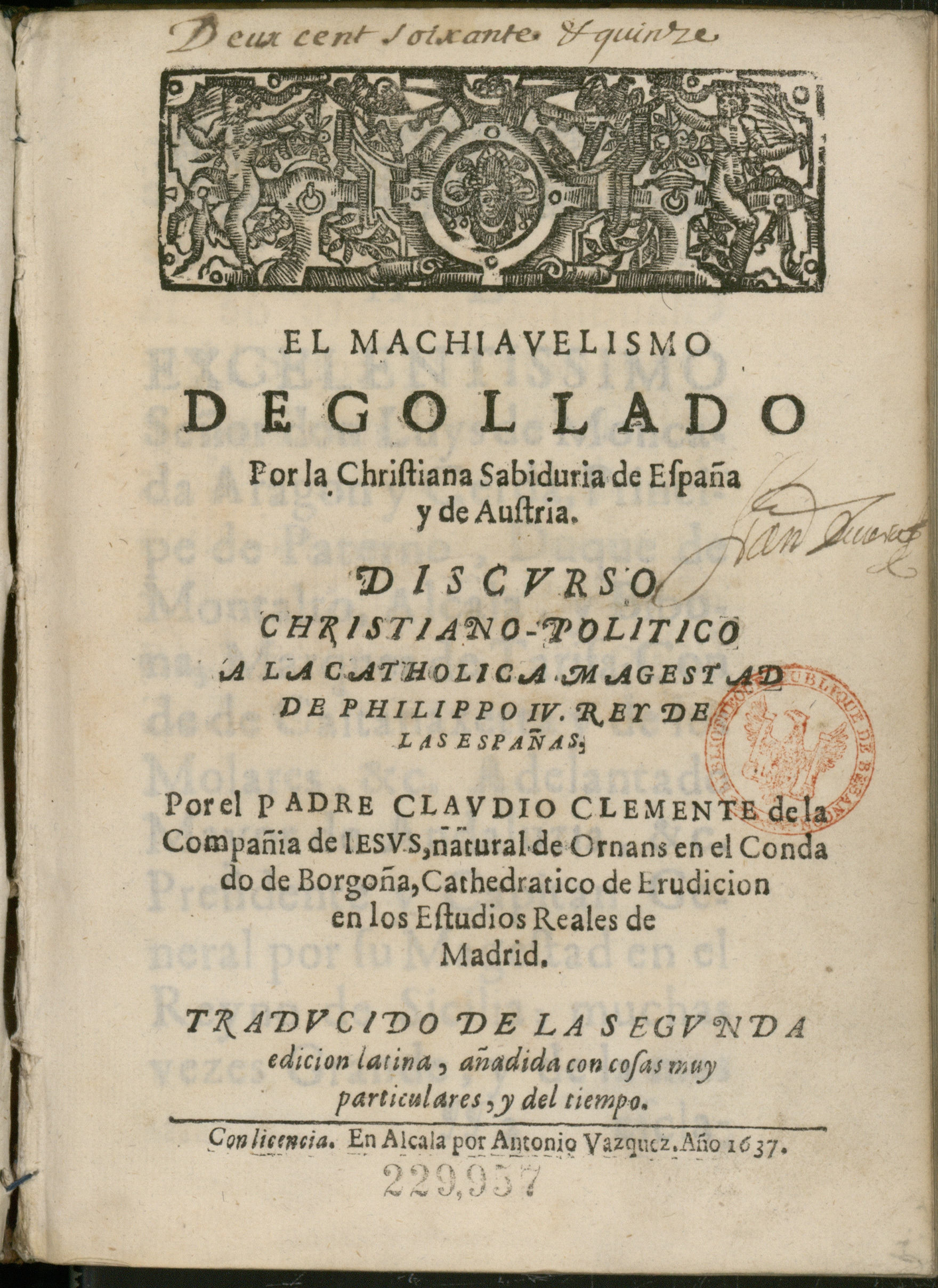
Frontispice de l'édition princeps de El Machiavelismo degollado conservé à la Bibliothèque d'études et de conservation de Besançon.
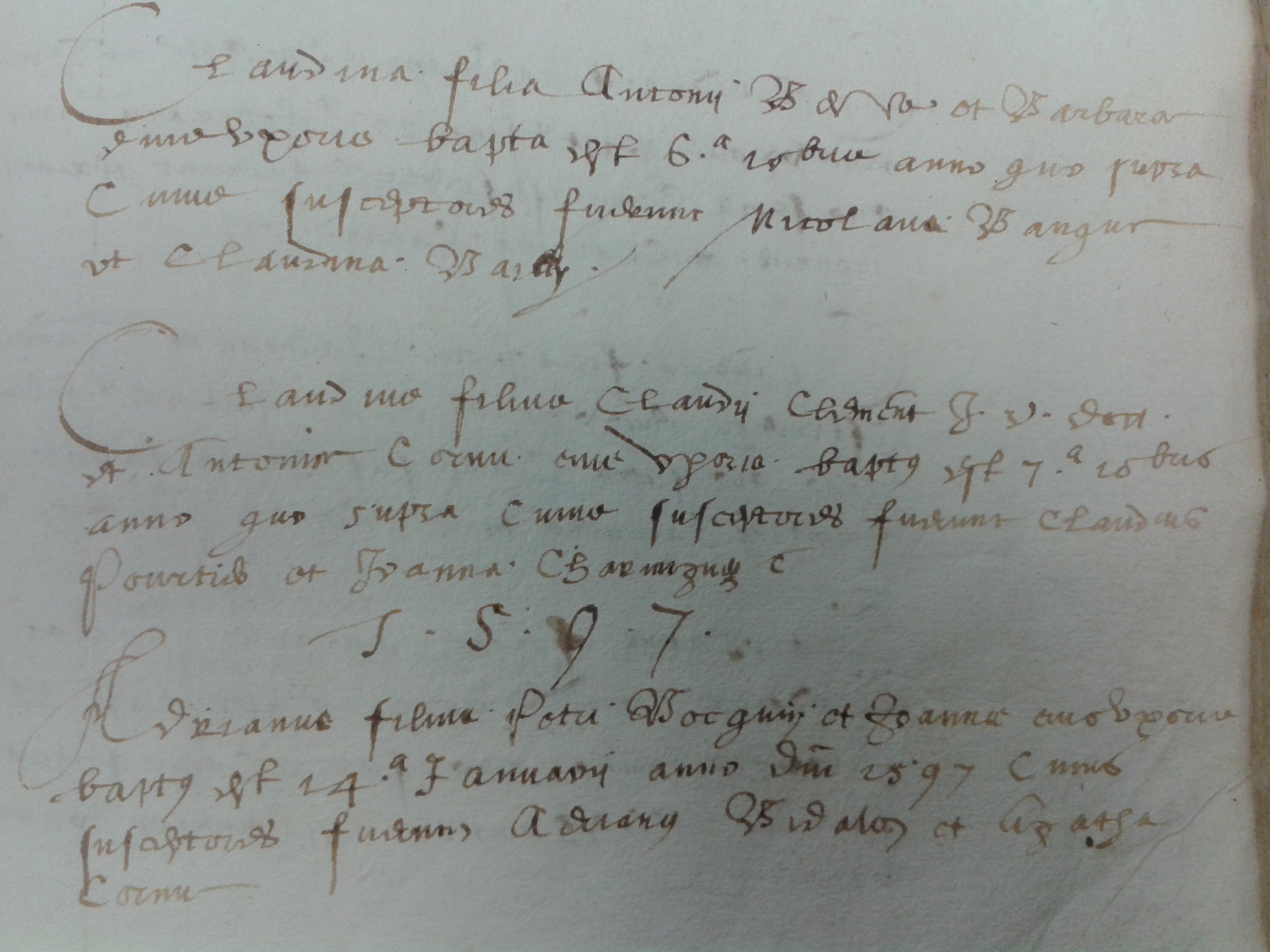
Possible acte de baptême conservé à la bibliothèque de la ville d'Ornans
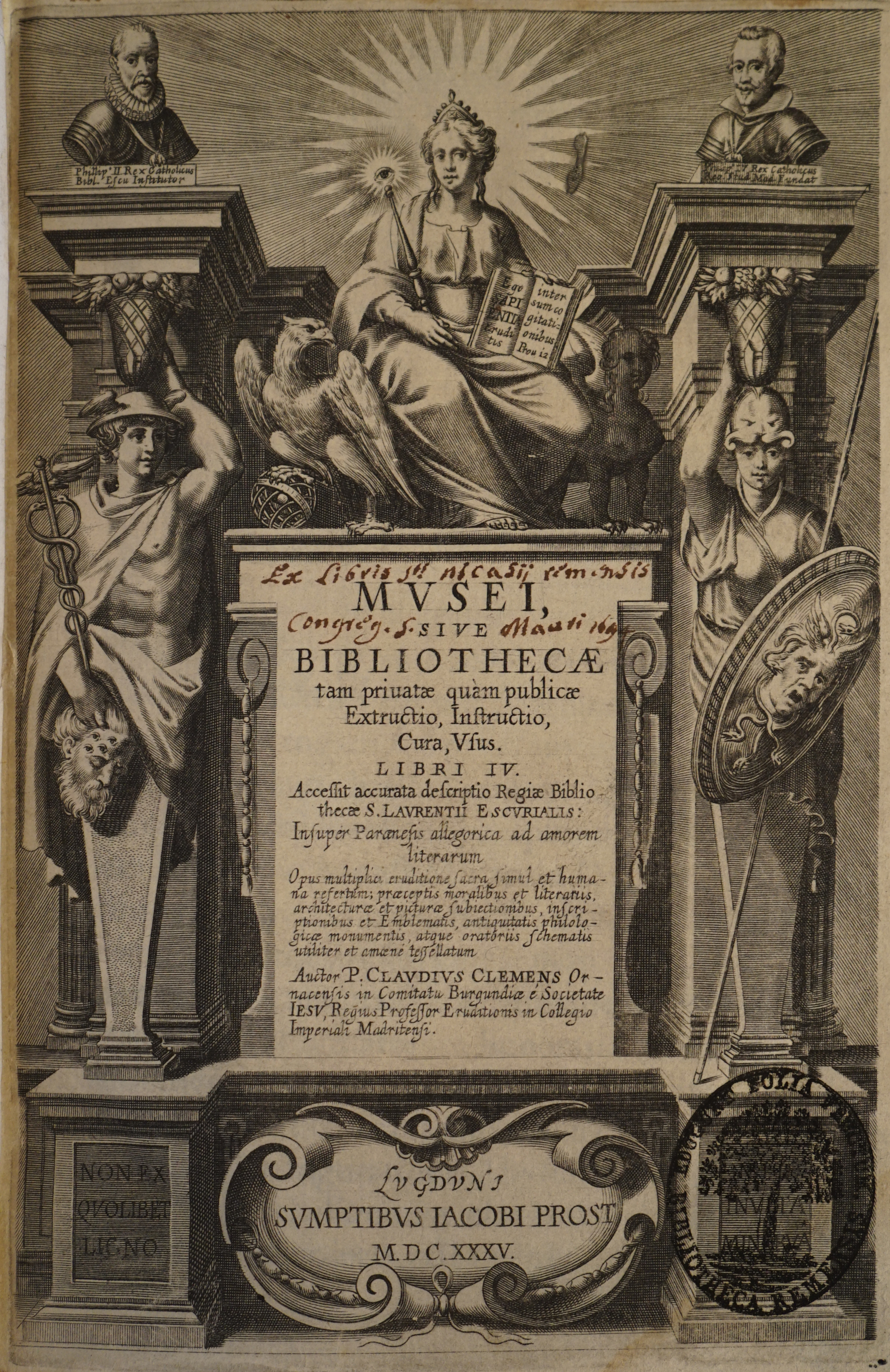
Ex-libris du Musei sive de l'Ancienne église Saint-Nicaise de Reims.

Son Musei, sive Bibliothecæ, Dédié aux rois Philippe I & IV, en latin traite des bibliothèques tant privées que publiques. Il est composé de quatre "livres" abordant respectivement la construction des bibliothèques, leur aménagement et disposition, les soins à apporter aux collections, les usages de celles-ci. L'intérêt de cet ouvrage réside principalement dans son annexe consacrée à la bibliothèque de l'Escurial, fondée par Philippe II. Dans les considérations sur l'organisation d'une bibliothèque mais aussi sur la conservation des documents.
Il publia en 1636 en pleine guerre de Trente Ans, sous la forme d'un traité contre Machiavel, un texte virulent contre les adversaires des puissances espagnole et impériale: Dissertatio Christiano-Politica ad Philippum IV Regem Catholicum. Probablement à la suite du siège de Dole qui vit les Comtois résister férocement à l'envahisseur français entre les mois de juin et d'août 1636, il complète son œuvre avec ces événements récents et la publie à nouveau sous un titre plus percutant en latin : Machiavellismus iugulatus à Christiana Sapientia Hispanica & Austriaca et en espagnol : El Machiavelismo degollado por la Christiana Sabiduria de España y de Austria.

## Publications
- Clemens, Claudius, Ecclesiae Lugdunensis Christiana simul ac humana maiestas, et stemma illustre, a martyrum profectum fortitudine, deductum per sanctissimorum praelusum, & perillustrium Comitum augustam seriem, & propagatum perpetuo splendore ad haec usque tempora feliciter., 1622. Puis, publié l'année suivante sous le titre : Oratio de Christianâ simul & humanâ Maiestate Ecclesiæ Lugdunensis, quam in solenni studiorù instauratione, Lyon, 1623 et en 1628 (?).
- Clemens, Claudius, Descriptio eorum quæ facta sunt in nostro Lugdunensi Collegio, primo ingressu solenni Ludovici XIII. Regis Christianiβimi, & Reginæ uxoris., 1623.
- Clément, Claude, Philippe-Auguste à la journée de Bouvines., 1623.
- Clemens, Claudius, Clemens IV, eruditione, vitæ sanctimonia, rerum gestarum gloriâ et pontificatu maximus seguido de Rodulphi de Chevriers Episcopi Ebroicensis & Cardinalis Albani gentilitius splendor & obitorum munerum ac legationum amplitudo., Lyon, Ioannem Iullieron, 1623. Nouvelle édition en 24 et aussi publié en français.
- Clemens, Claudius, Musei, sive Bibliothecæ tam privatæ quàm publicæ Extructio, Instructio, Cura, Usus. Libri IV. Accessit accurata description Regiæ Bibliothecæ S. Laurentij Escurialis., Lyon, Iacobum Prost, 1635. Comme texte inséré : Isagoge ad politiorem litteraturam, Axiomata Philosophica, ad comparandam sibi & tratendam aliis amœniorem eruditionem &  Introductio compendiaria ad Eloquentiam.
- Clemente, Claudio, Dissertatio Christiano-Politica ad Philippum IV Regem Catholicum, in qua Machiavellismo ex impietatis penetralibus producto & iugulato ; firmitas, felicitas, & incrementa Hispanicae Monarchiae, atque Austriacae Maiestatis, gubernationi ex Christianae Sapientiae legibus accepta referentur., Madrid, Francisci Martinez, 1636[3].
- Clemente, Claudio, Machiavellismus iugulatus à Christiana Sapientia Hispanica & Austriaca. Dissertatio christiano-politica ad Philippum Quartum Regem Catholicum. [...] Altera editio priore auctior singularium & novarum rerum huius temporis accessione., Madrid, Antonium Vazquez, 1637.
- Clemente, Claudio, El Machiavelismo degollado por la Christiana Sabiduria de España y de Austria. Discurso christiano-politico a la Catholica Magestad de Philippo IV. Rey de las Españas. [...] Traducido de la segunda edicion latina, añadida con cosas muy particulares, y del tiempo., Alcalá, Antonio Vazquez, 1637.
- Clemente, Claudio, Tabulas Chronologicas tres de rebus Hispaniæ ante, & post Christum, & res Ecclesiasticas, ac Politicas..., Madrid, 1641.
- Clemente, Claudio et alii, Tablas chronologicas, y breve compendio de las historias mas notables de España, politicas y eclesiasticas..., Madrid, Carlos Sanchez, 1645. Republié et utilisé au cours du XVIIe siècle.
- Claudio Clemente, Prodromus scientiarum artiumve liberalium, ad ipsos peripateticae scholae et kabalisticae doctrinae purissimos fontes revocatus, Venetiis : typis O. Ferretti, 1651.
- Claude Clément, Claud. Burgundi prodromus scientiarum artiumve liberalium, Venetiis : typ. Ferreti, 1651.